# Comité d’urgence anti-répression homosexuelle
Das Comité d’urgence anti-répression homosexuelle (deutsch Notfallkomitee zur Bekämpfung der Unterdrückung von Homosexuellen [CUARH]) ist ein Zusammenschluss aus mehreren Aktionsgruppen um das Thema Homosexualität. Es war von 1979 bis 1987 aktiv.

## Geschichte und Kampagnen

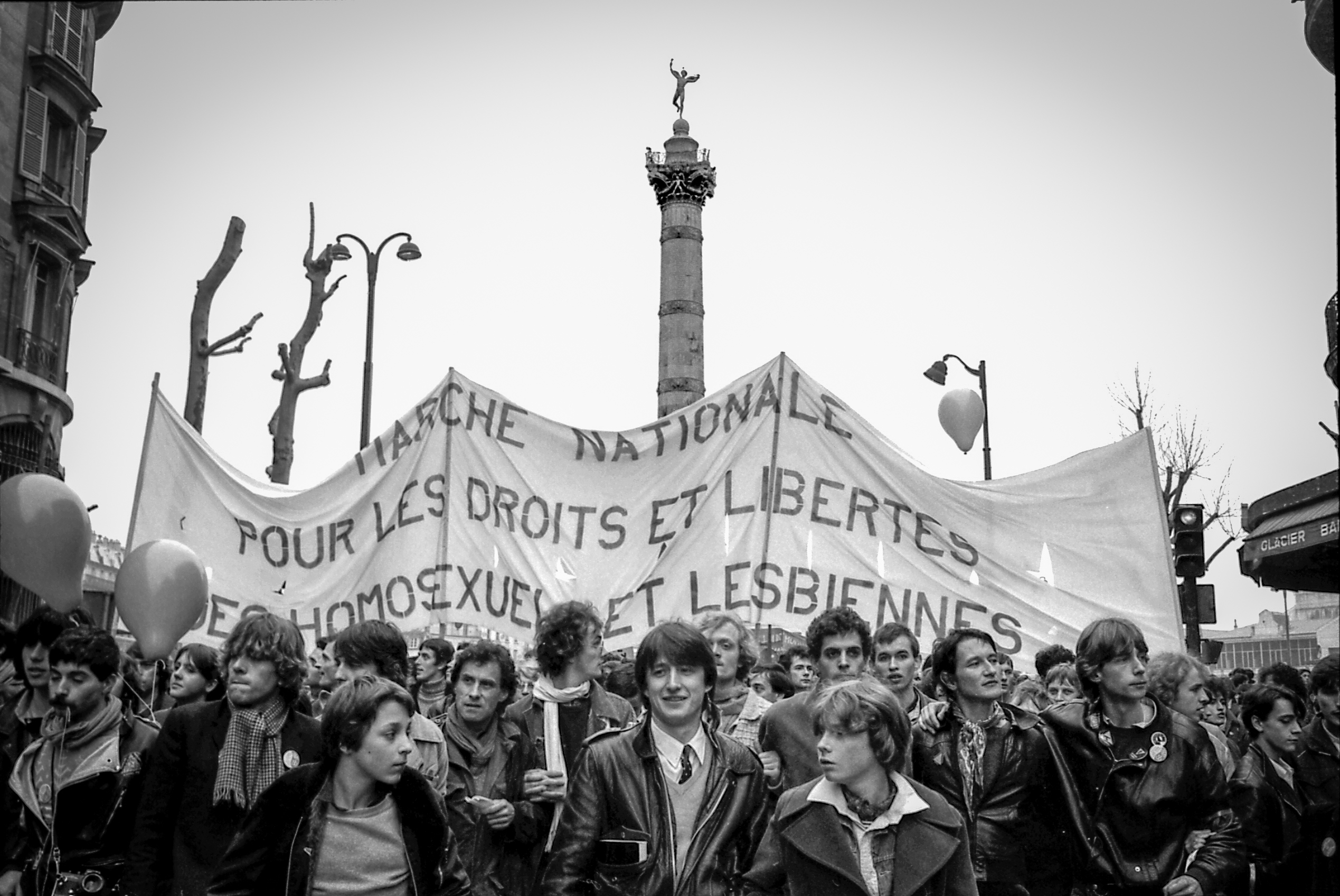
Protestumzug „nationaler Protest für die Rechte und Freiheiten der Homosexuellen“ in Paris am 4. April 1981

Das CUARH entstand bei der ersten Zusammenkunft der Europa-Mittelmeer-Sommerschulen für Homosexualität (französisch Universités d’été euroméditerranéennes des homosexualités) in 1978. Als Gründer gelten Geneviève Pastre, Hervé Liffran, Mélanie Badaire, Jan-Paul Pouliquen und Jacques Fortin. Im Jahr 1980 umfasste das CUARH mehrere Vereinigungen, darunter Groupes de libération homosexuelle (GLH), David et Jonathan (association), Beit Haverim, le Joseph Doucé Centre du Christ Libérateur, le Mouvement d’Information et d’expression des lesbiennes (MIEL) etc.
Fokus der Vereinigung war der Kampf gegen Homophobie und Diskriminierung, vor allem unter den Gesichtspunkten Arbeit und Adoption. CUARH forderte das Entfernen des Eintrages für Homosexualität als psychische Störung in der internationalen statistischen Klassifikation der Krankheiten und verwandter Gesundheitsprobleme der WHO.
Eine weitere Forderung war die Angleichung des Schutzalters für heterosexuelle und homosexuelle auf eine Einwilligungsfähigkeit für sexuelle Handlungen ab 15 Jahren.
Am 4. April 1981 fand der „nationaler Protest für die Rechte und Freiheiten der Homosexuellen und Lesben“ (französisch : Marche des fiertés en France) mit 10000 Teilnehmern, auf einer Route von Maubert bis Beaubourg statt. Der Protest und weitere Petitionen hatten einen Einfluss auf die Parti socialiste. Als Reaktion verpflichtete sich der spätere französische Staatspräsident François Mitterrand am 28. April 1981 in einem Interview dazu, dass in seiner Regierung eine Angleichung des Strafrechts durchgeführt wird. Dieses Versprechen wurde im Folgejahr umgesetzt.
Nach dem Erfolg vom 4. April 1981 wurden in den Folgejahren weitere Protestmärsche unter dem Banner „Marche des fiertés en France“ organisiert.
Als föderative Struktur traf CUARH ihre Entscheidungen im Rahmen der nationalen Koordinierung der verschiedenen Vereinigungen. Die unter dem Namen CUARH-Paris gegründete Pariser Gruppe beherbergt auch die Redaktion der Monatsschrift Homophonies.
Die „Homophonies“ wurde ab November 1980  verteilt, wobei diese wurde zunächst über das Aktivistennetzwerk an den Kiosken in Paris (Mai 82, Nr. 19) und dann  in ganz Frankreich (Februar 83, Nr.  28) verteilt wurde. Die Veröffentlichung von Homophonies wird im Februar 1987 eingestellt.